# 따뜻한 말 한마디
《따뜻한 말 한마디》는 2013년 12월 2일부터 2014년 2월 24일까지 방송되었던 SBS 월화 드라마였다.

## 등장 인물

### 주요 인물
- 한혜진 : 나은진 역
- 지진희 : 유재학 역
- 김지수 : 송미경 역
- 이상우 : 김성수 역

### 은진과 성수의 가족
- 고두심 : 김나라 역
- 윤주상 : 나대호 역
- 윤종화 : 나진철 역
- 윤주희 : 윤선아 역
- 한그루 : 나은영 역
- 이채미 : 김윤정 역
- 양온유 : 나훈 역

### 미경과 재학의 가족
- 박정수 : 추 여사 역
- 박서준 : 송민수 역
- 김대성 : 유혜황 역 (아역 최하호)
- 미상 : 유혜준 역 (아역 전진서)

### 그 외 인물
- 최화정 : 최안나 역
- 손화령 : 지혜 역
- 김혜나 : 영경 역
- 한지선

### 특별 출연
- 김진수 : 작업남 역
- 윤현진 : 요리 프로그램 MC 역
- 선학 : 경찰 역
- 이재원 : 이혼전문 변호사 역
- 윤진영 : 유재학의 비서 역
- 조성규

## 시청률
최저 시청률과 최고 시청률은 시청률 조사회사와 지역별로 시청률에 차이가 있을 수 있습니다.
| 2013년      | 2013년      | 2013년         | 2013년       | 2013년         | 2013년       |
| 회차        | 방송일      | TNmS 시청률    | TNmS 시청률  | AGB 시청률     | AGB 시청률   |
| 회차        | 방송일      | 대한민국(전국) | 서울(수도권) | 대한민국(전국) | 서울(수도권) |
| ----------- | ----------- | -------------- | ------------ | -------------- | ------------ |
| 제1회       | 12월 2일    | 6.8%           | 7.1%         | 6.8%           | 7.5%         |
| 제2회       | 12월 3일    | 7.3%           | 9.1%         | 8.4%           | 8.8%         |
| 제3회       | 12월 9일    | 5.6%           | 5.8%         | 6.8%           | 7.5%         |
| 제4회       | 12월 10일   | 6.7%           | 8.2%         | 8.3%           | 9.5%         |
| 제5회       | 12월 16일   | 5.2%           | 6.1%         | 6.8%           | 7.4%         |
| 제6회       | 12월 17일   | 6.9%           | 7.4%         | 8.5%           | 9.3%         |
| 제7회       | 12월 23일   | 6.5%           | 7.1%         | 8.5%           | 9.7%         |
| 제8회       | 12월 24일   | 6.7%           | 6.9%         | 9.1%           | 10.0%        |
| 2014년      |             |                |              |                |              |
| 제9회       | 1월 6일     | 7.0%           | 7.1%         | 8.6%           | 9.3%         |
| 제10회      | 1월 7일     | 7.7%           | 8.3%         | 10.5%          | 11.8%        |
| 제11회      | 1월 13일    | 7.0%           | 8.0%         | 9.9%           | 11.4%        |
| 제12회      | 1월 14일    | 8.3%           | 9.8%         | 10.2%          | 10.9%        |
| 제13회      | 1월 20일    | 8.1%           | 9.5%         | 10.8%          | 12.3%        |
| 제14회      | 1월 21일    | 8.2%           | 9.6%         | 11.3%          | 12.2%        |
| 제15회      | 1월 27일    | 7.5%           | 7.7%         | 9.7%           | 10.0%        |
| 제16회      | 1월 28일    | 7.9%           | 8.1%         | 10.5%          | 10.4%        |
| 제17회      | 2월 3일     | 7.4%           | 7.8%         | 9.9%           | 10.1%        |
| 제18회      | 2월 4일     | 9.3%           | 10.4%        | 10.9%          | 11.4%        |
| 제19회      | 2월 17일    | 7.7%           | 8.3%         | 9.9%           | 11.3%        |
| 제20회      | 2월 24일    | 6.6%           | 7.1%         | 8.7%           | 9.7%         |
| 평균 시청률 | 평균 시청률 | 7.2%           | 8.0%         | 9.2%           | 10.0%        |
|             |             |                |              |                |              |
| 스페셜      |             |                |              |                |              |
| 1           | 2월 25일    | 6.3%           | 6.6%         | 5.7%           | 6.1%         |

## 결방
- 2013년 12월 30일 : 2013 SBS 연예 대상 편성으로 인해 결방.
- 2013년 12월 31일 : 2013 SBS 연기 대상 편성으로 인해 결방.
- 2014년 2월 10일 ~ 2014년 2월 11일, 2014년 2월 18일 : 《2014 소치 동계 올림픽》 중계 방송 편성으로 인해 결방.

## 수상
- 2014년 2013 SBS 연기 대상 중편 드라마 부문 특별 연기상 고두심
- 2014년 2013 SBS 연기 대상 뉴스타상 박서준
- 2014년 2013 SBS 연기 대상 뉴스타상 한그루

## 참고 사항
- 김지수가 맡았던 나은진 역은 당초 송윤아가 낙점됐으나[3] 여러 가지 사정 때문에 불발됐다.